# Ukrainski (Uspénskoye, Krasnodar)
Ukrainski (del ruso: Украинский) es un jútor del raión de Uspénskoye del krai de Krasnodar, en el sur de Rusia. Está situado a orillas del río Bechug, afluente por la orilla izquierda del río Kubán, 5 km al sur de Uspénskoye y 188 km al este de Krasnodar, la capital del krai. Tenía 466 habitantes en 2010.
Pertenece al municipio Uspénskoye.

## Transporte
Al este de la localidad pasa la carretera federal M29 Cáucaso.